# Lincoln Kilpatrick
Pour les articles homonymes, voir Kilpatrick.
Lincoln Kilpatrick, né le 12 février 1932 à Saint-Louis (Missouri), mort le 18 mai 2004 à Los Angeles (Californie), est un acteur américain.

## Biographie
Au théâtre, Lincoln Kilpatrick joue Off-Broadway comme remplaçant dans deux pièces, la première représentée en 1956-1957, la seconde en 1964-1965. À Broadway, il débute (toujours comme remplaçant) en 1959-1960, dans Un raisin au soleil (en) de Lorraine Hansberry, aux côtés d'Ossie Davis (succédant à Sidney Poitier), Claudia McNeil et Ruby Dee. Là, suivent dans les années 1960 quatre autres pièces (dont La Mort de Danton de Georg Büchner en 1965, avec Roscoe Lee Browne et James Earl Jones), et enfin une comédie musicale en 1967-1968, Hallelujah, Baby! (en) (avec Marilyn Cooper), sur une musique de Jule Styne.
Au cinéma, après un premier film sorti en 1958 (Un tueur se promène de William Berke, avec Robert Loggia), il contribue à vingt-quatre autres films américains. Le deuxième, sorti en 1968, est Police sur la ville de Don Siegel (avec Richard Widmark et Henry Fonda). Son ultime film sort en 2002, environ deux ans avant sa mort (en 2004), d'un cancer du poumon.
Mentionnons également Le Survivant de Boris Sagal (1971) et Soleil vert de Richard Fleischer (1973), tous deux avec Charlton Heston, À l'épreuve des balles de Steve Carver (1988, avec Gary Busey), et Fortress de Stuart Gordon (son avant-dernier film, 1993, avec Christophe Lambert).
Pour la télévision, entre 1960 et 2000, Lincoln Kilpatrick participe à six téléfilms et quarante-cinq séries, dont L'Homme de fer (deux épisodes, 1970-1972) et Matt Houston (quarante-quatre épisodes, 1983-1985).

## Théâtre (sélection)
(pièces, sauf mention contraire)

### À Broadway
- 1959-1960 : Un raisin au soleil[1] (A Raisin in the Sun) de Lorraine Hansberry : l'homme en mouvement (remplacement)
- 1963-1964 : Vol au-dessus d'un nid de coucou (One Flew Over the Cuckoo's Nest), adaptation par Dale Wasserman du roman éponyme[2] de Ken Kesey, mise en scène d'Alex Segal : le surveillant Warren
- 1964 : Blues for Mister Charlie de James Baldwin, mise en scène de Burgess Meredith : Pete
- 1965 : La Mort de Danton (Dantons Tod - Danton's Death) de Georg Büchner, adaptation et mise en scène d'Herbert Blau : rôle non-spécifié
- 1965-1966 : La Provinciale (The Country Wife) de William Wycherley : rôle non-spécifié
- 1967-1968 : Hallelujah, Baby!, comédie musicale, musique de Jule Styne, lyrics de Betty Comden et Adolph Green, livret d'Arthur Laurents, costumes d'Irene Sharaff : Clem (remplacement)

### Off-Broadway
- 1956-1957 : Take a Giant Step[3] de Louis Peterson : Man (remplacement)
- 1964-1965 : The Slave de LeRoi Jones : Walker Vessels (remplacement)

## Filmographie partielle

### Cinéma

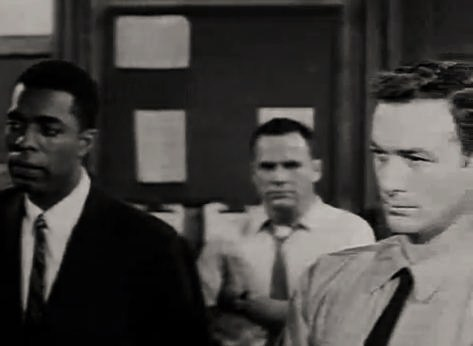
Avec Robert Loggia (à d.), dans Un tueur se promène (1958)

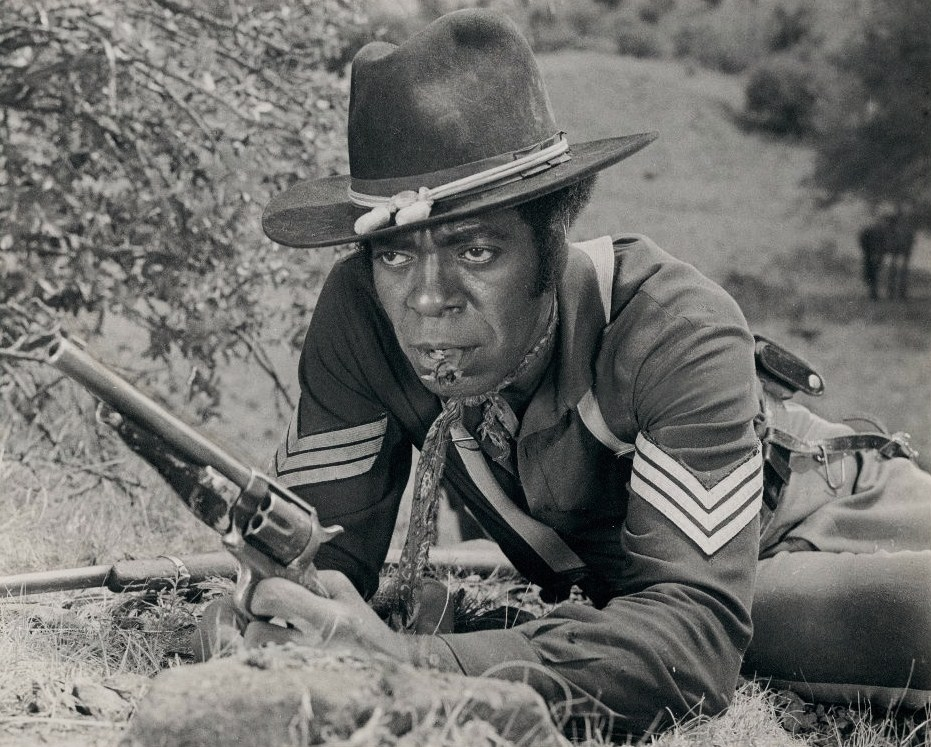
Dans The Red, White, and Black (1970, photo promotionnelle)

- 1958 : Un tueur se promène (Cop Hater) de William Berke : détective Dave Foster
- 1968 : Police sur la ville (Madigan) de Don Siegel : le patrouilleur Grimes
- 1968 : Un détective à la dynamite (A Lovely Way to Die) de David Lowell Rich : Daley
- 1968 : L'Intrus magnifique (What's So Bad About Feeling Good?) de George Seaton : Wilson
- 1969 : L'Homme perdu (The Lost Man) de Robert Alan Aurthur : le pasteur
- 1969 : Stiletto de Bernard L. Kowalski : Hannibal Smith
- 1969 : Generation (en) de George Schaefer : « Hey Hey »
- 1970 : The Red, White, and Black ou Soul Soldier de John 'Bud' Cardos : sergent Hatch
- 1971 : Le Survivant (The Omega Man) de Boris Sagal : Zachary
- 1971 : Honky de William A. Graham : Le dealer
- 1971 : Brother John de James Goldstone : Charley Gray
- 1972 : Touche pas aux diams (Cool Breeze) de Barry Pollack : lieutenant Brian Knowles
- 1973 : Soleil vert (Soylent Green) de Richard Fleischer : le prêtre
- 1974 : Uptown Saturday Night (en) de Sidney Poitier : le premier homme de main de Slim
- 1974 : Together Brothers de William A. Graham : Billy Most
- 1975 : The Master Gunfighter de Frank Laughlin : Jacques
- 1983 : Deadly Force de Paul Aaron : Otto Hoxley
- 1988 : À l'épreuve des balles (Bulletproof) de Steve Carver : capitaine Briggs
- 1988 : Prison de Renny Harlin : Crésus
- 1993 : Fortress de Stuart Gordon : Abraham

### Télévision
Séries
- 1970-1972 : L'Homme de fer (Ironside)
  - Saison 4, épisode 9 Overdose (Too Many Victims, 1970) de Corey Allen : Tom Reinicke
  - Saison 6, épisode 1 Cinq jours de sursis (Five Days in the Death of Sgt. Brown, Part I, 1972) : Maurice Goodson
- 1972 : Un shérif à New York (McCloud)
  - Saison 3, épisode 2 The Barefoot Stewardess Caper : Calvin Jones
- 1974 : L'Homme qui valait trois milliards (The Six Million Dollar Man)
  - Saison 1, épisode 5 Opération Afrique (Little Orphan Airplane) de Reza Badiyi : capitaine Braco
- 1974 : Police Story
  - Saison 1, épisode 20 Chief de Virgil W. Vogel : sergent Brucker
- 1974 : Mannix
  - Saison 8, épisode 4 Walk on the Blind Side : Lonnie
- 1975 : Baretta
  - Saison 2, épisode 5 Au feu (The Fire Man) de Ted Post : Jefferson Hayes
- 1978 : Kojak, première série
  - Saison 5, épisode 14 La souris se réveille (Mouse) d'Harvey S. Laidman : Flynn
- 1980 : Buck Rogers au XXVe siècle (Buck Rogers in the 25th Century)
  - Saison 1, épisode 14 Le Vampire (Space Vampire) : Dr Ecbar
- 1982 : Ralph Super-héros (The Greatest American Here)
  - Saison 2, épisode 14 A Chicken in Every Plot de Rod Holcomb : Le Masters
- 1983 : Capitaine Furillo (Hill Street Blues)
  - Saison 3, épisode 16 L'Héritage (Moon Over Uranus : The Final Legacy) de David Anspaugh : Hawkins Sr.
- 1983-1985 : Matt Houston
  - Saisons 2 et 3, 44 épisodes : lieutenant Michael Hoyt
- 1990 : Gabriel Bird (Gabriel's Fire)
  - Saison unique, épisode 1 Gabriel's Fire de Robert Lieberman, épisode 7 The Neighborhood et épisode 12 Tis the Season de Robert Lieberman : Ted Duke
- 1993 : Docteur Doogie (Doogie Howser, M.D.)
  - Saison 4, épisode 21 Eleven Angry People... and Vinnie : le juge
- 1995 : Melrose Place
  - Saison 3, épisode 30 Harcèlement par procuration (Framing of the Shrews) : Le représentant du ministère public
- 1996 : Les Sœurs Reed (Sisters)
  - Saison 6, épisode 23 La Pâque juive (Guess Who's Coming to Seder) de Mel Damski : Eli Hayes
- 1998 : New York Police Blues (NYPD Blue)
  - Saison 5, épisode 22 Sur de nouvelles bases (Honeymoon at Viagra Falls) : Darwin
- 2000 : Urgences (ER)
  - Saison 6, épisode 20 La Grande Faucheuse (Loose Ends) de Kevin Hooks : Chet Fulton

Téléfilms
- 1970 : The Mask of Sheba de David Lowell Rich : Ben Takahene
- 1978 : Dr. Scorpion de Richard Lang : Eddie
- 1991 : Tagget de Richard T. Heffron : Loman